# 岩波駅
岩波駅（いわなみえき）は、静岡県裾野市岩波にある、東海旅客鉄道（JR東海）御殿場線の駅である。駅番号はCB13。

## 概要
裾野市の深良地区にある駅。地区の北部に位置し、裾野市と御殿場市の境界線が駅の500mほど北を通っている。かつては深良村内唯一の鉄道駅であった。
御殿場線がまだ東海道本線の一部であった1911年（明治44年）5月に開設された岩浪信号所が、岩波駅の前身である。岩波信号場に変更された後、第二次世界大戦中の1944年（昭和19年）12月に旅客営業を行う岩波駅となった。1987年（昭和62年）4月に実施された国鉄分割民営化により、運営事業者は日本国有鉄道（国鉄）からJR東海に移っている。

## 歴史

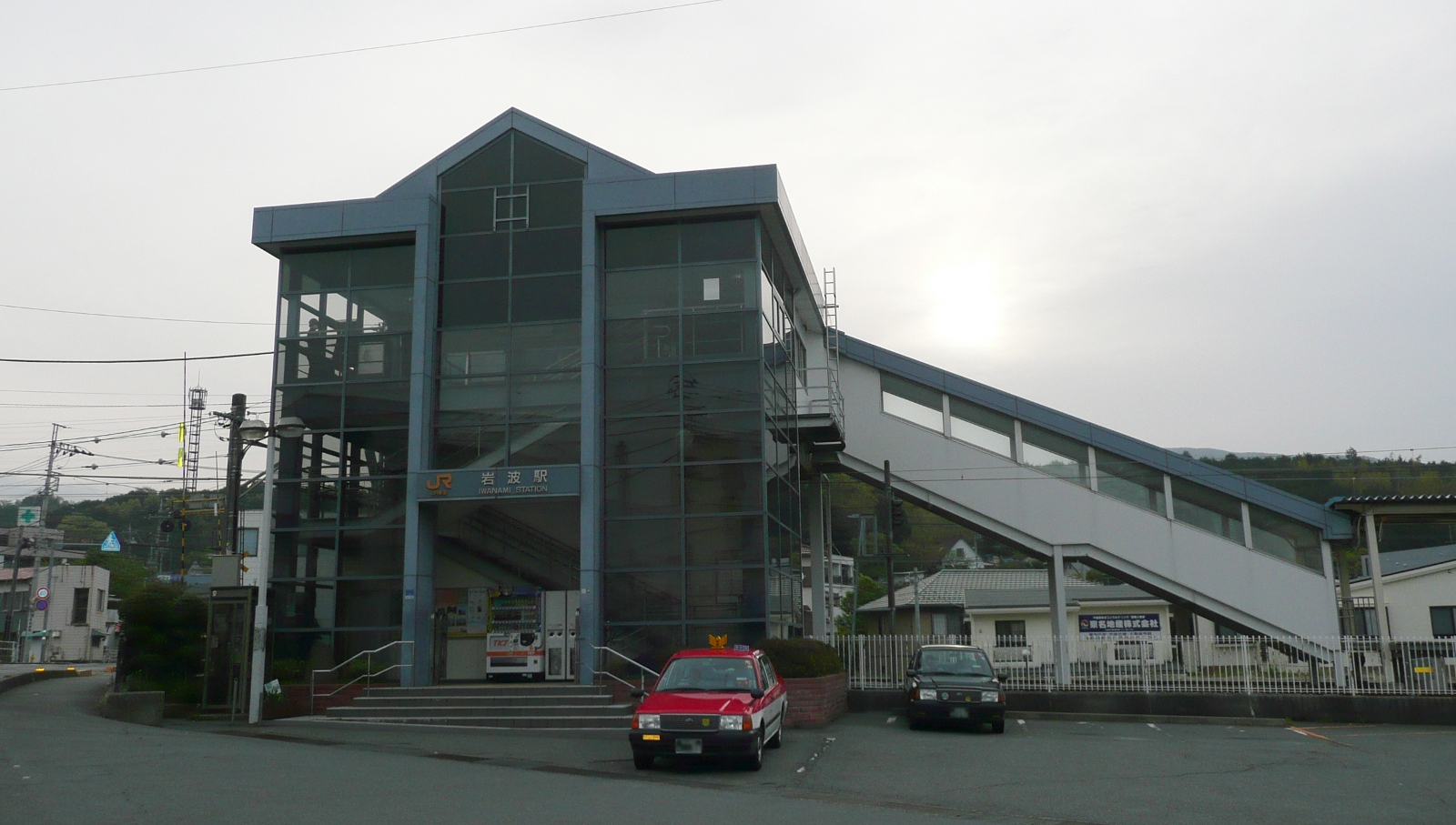
新駅舎建設前の旧駅舎（2011年5月）

- 1911年（明治44年）5月1日：国有鉄道東海道本線の岩浪信号所として、御殿場駅 - 佐野駅（現・裾野駅）間に開業[1]。
- 1912年（明治45年）7月18日：岩波信号所に改称[1]。
- 1922年（大正11年）4月1日：岩波信号場に変更[1]。
- 1934年（昭和9年）12月1日：熱海駅 - 沼津駅間開通に伴い、東海道本線国府津駅 - 岩波駅 - 沼津駅間は御殿場線に改称[2]。
- 1943年（昭和18年）7月11日：御殿場線単線化。付近は1891年（明治24年）に複線化されていた。
- 1944年（昭和19年）12月8日：岩波駅に昇格、旅客営業を開始[1]。
- 1946年（昭和21年）3月5日：荷物の取扱いを開始[1]。
- 1968年（昭和43年）7月1日：御殿場線御殿場駅 - 沼津駅間の電化に伴い、構内を電化。スイッチバックを廃止。
- 1969年（昭和44年）7月31日：専用線を発着する貨物の取扱いを開始[1]。
- 1971年（昭和46年）2月1日：荷物の取扱いを廃止[1]。
- 1982年（昭和57年）11月15日：貨物の取扱いを廃止[1]。
- 1987年（昭和62年）4月1日：国鉄分割民営化に伴い、東海旅客鉄道（JR東海）の駅となる。
- 1989年（平成元年）
  - 6月22日：駅舎を改築し、橋上化[3]。
  - 10月31日：行違い設備を新設[4][5]。
- 2010年（平成22年）3月13日：ICカード「TOICA」の利用が可能となる[6]。
- 2019年（令和元年）5月26日：新設の地上駅舎（多機能トイレ付）、上り線ホーム（2番線）の供用開始[7][8]。
- 2020年（令和2年）11月29日：新設するエレベーターの供用開始[9][7]。

## 駅構造
単式ホーム2面2線を持つ地上駅。下り列車は東側のホーム（1番線）を使用し、上り列車は西側のホーム（2番線）を使用する。駅構内の北側に保線車両留置用の側線がある。
2019年5月26日をもって駅舎が地上に移設され、新設する上り線ホーム（2番線）、多機能トイレが新たに使えるようになり、2020年11月29日にはエレベーターを新設し供用を開始した。また、上り線ホーム新設後は従来のホーム上り線側に転落防止柵が新設される。
駅舎移設前は島式ホーム1面2線で、1989年に建設されたガラス張りの橋上駅舎を使用していた。駅事務所や改札口は2階にあり、1階のホームや構内西側にある出入口に階段が下りる構造であった。駅舎内にはJR全線きっぷうりばとICカード対応のタッチパネル式の自動券売機が設置されていた。駅舎機能が地上に移った後も、旧駅舎の跨線橋部分については下り線ホームへの通路として使用されている。
駅開業時はスイッチバック駅で、本線から分岐する行止りの引き上げ線に接して単式ホーム1面が設置されていた。1968年（昭和43年）の電化に伴い、ホームは本線上の勾配区間に移転し、スイッチバックは解消された。この時のホームは移転前と同じく単式ホームであったが、分割民営化後にホームの一部を削り2番線が新設され、島式ホームとなった。駅の沼津寄りには、引き上げ線の痕跡である築堤が、草木に埋もれながらも残っている。
当駅は業務委託駅であり、東海交通事業の係員が駅業務を行っているが、夜間は係員が配置されない無人駅となっている。また、管理駅である裾野駅が当駅を管理している。

### のりば
| 番線 | 路線        | 方向 | 行先               |
| ---- | ----------- | ---- | ------------------ |
| 1    | CB 御殿場線 | 下り | 沼津方面           |
| 2    | CB 御殿場線 | 上り | 御殿場・国府津方面 |

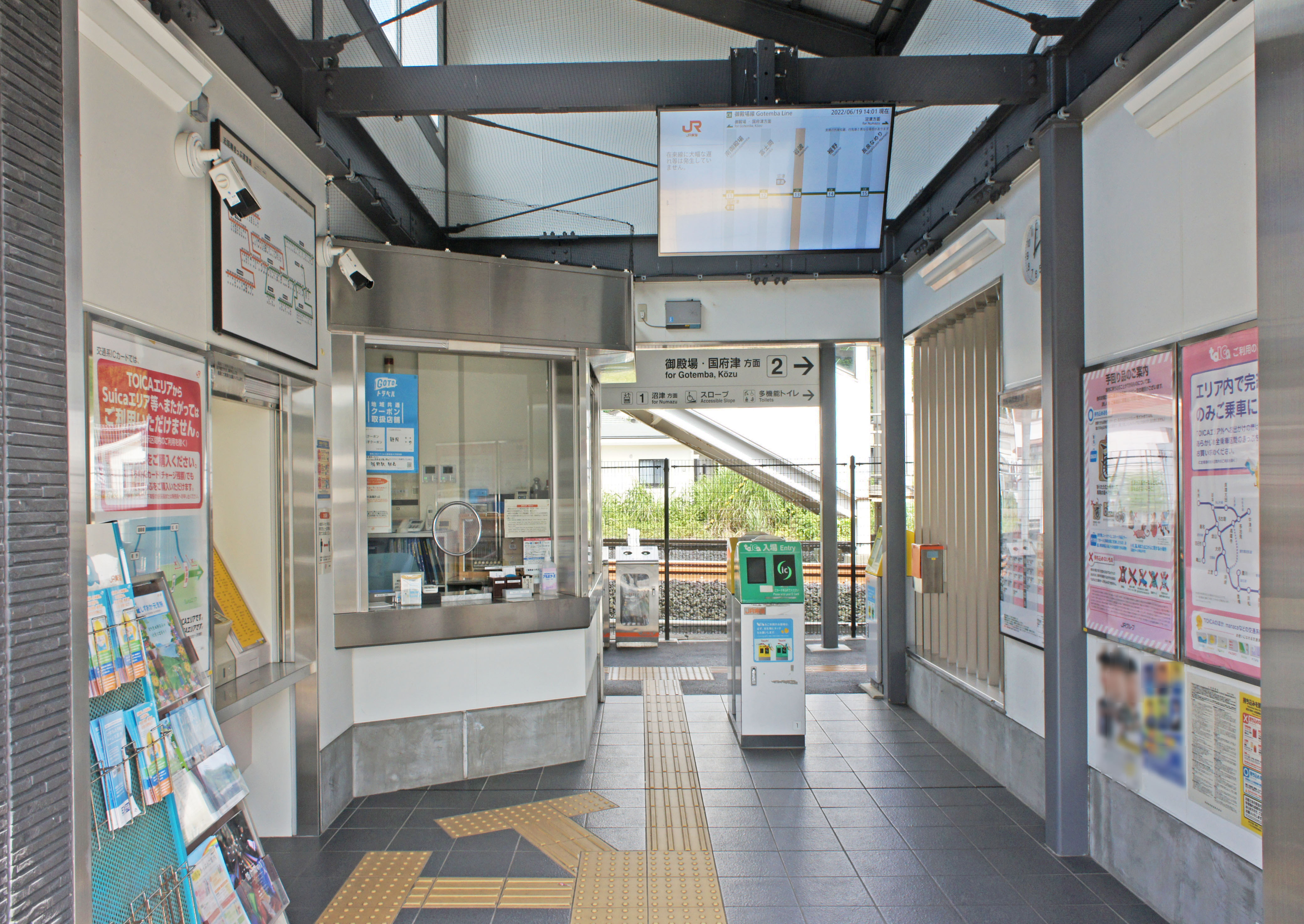
改札口（2022年6月）
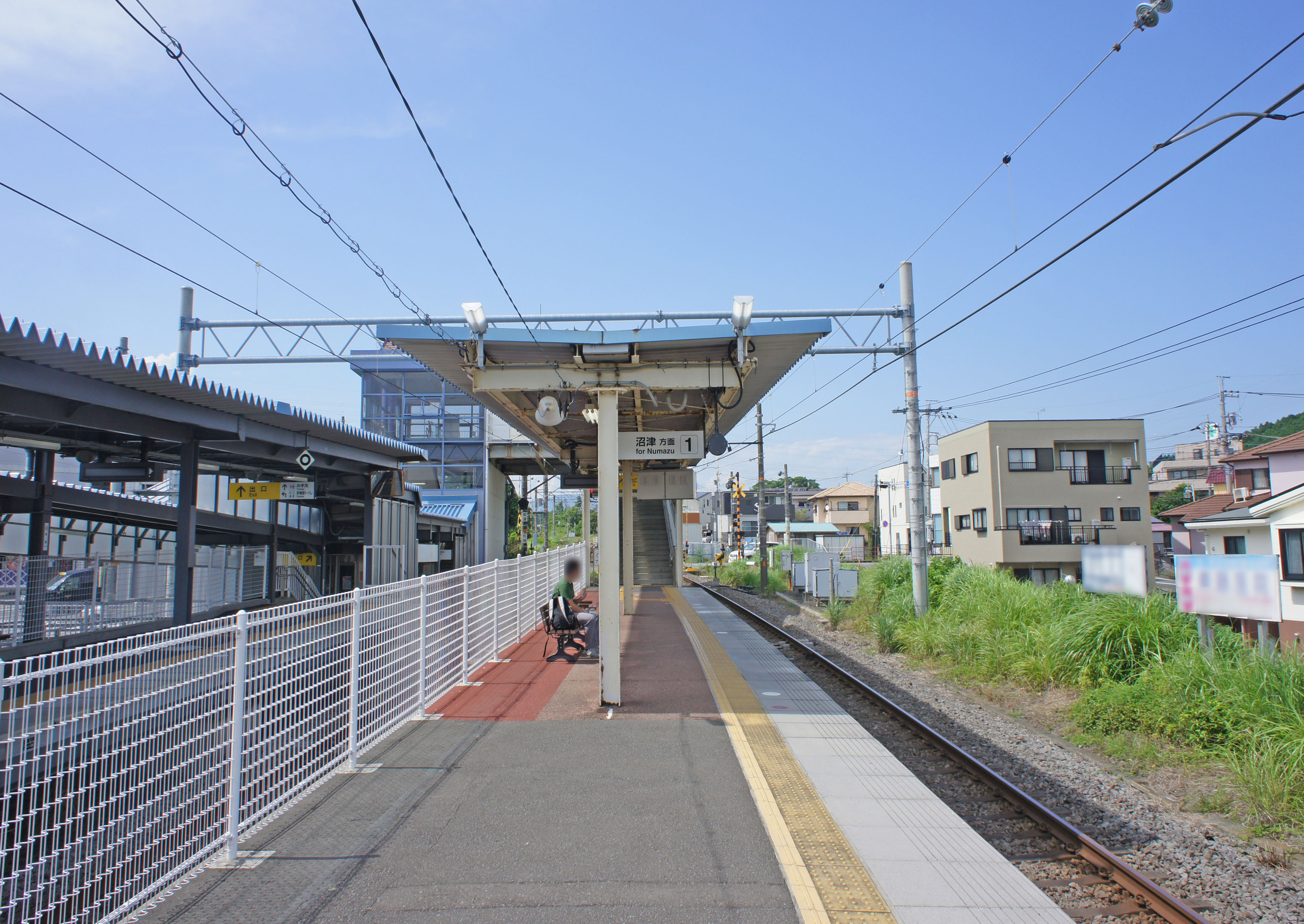
1番線ホーム（2022年6月）
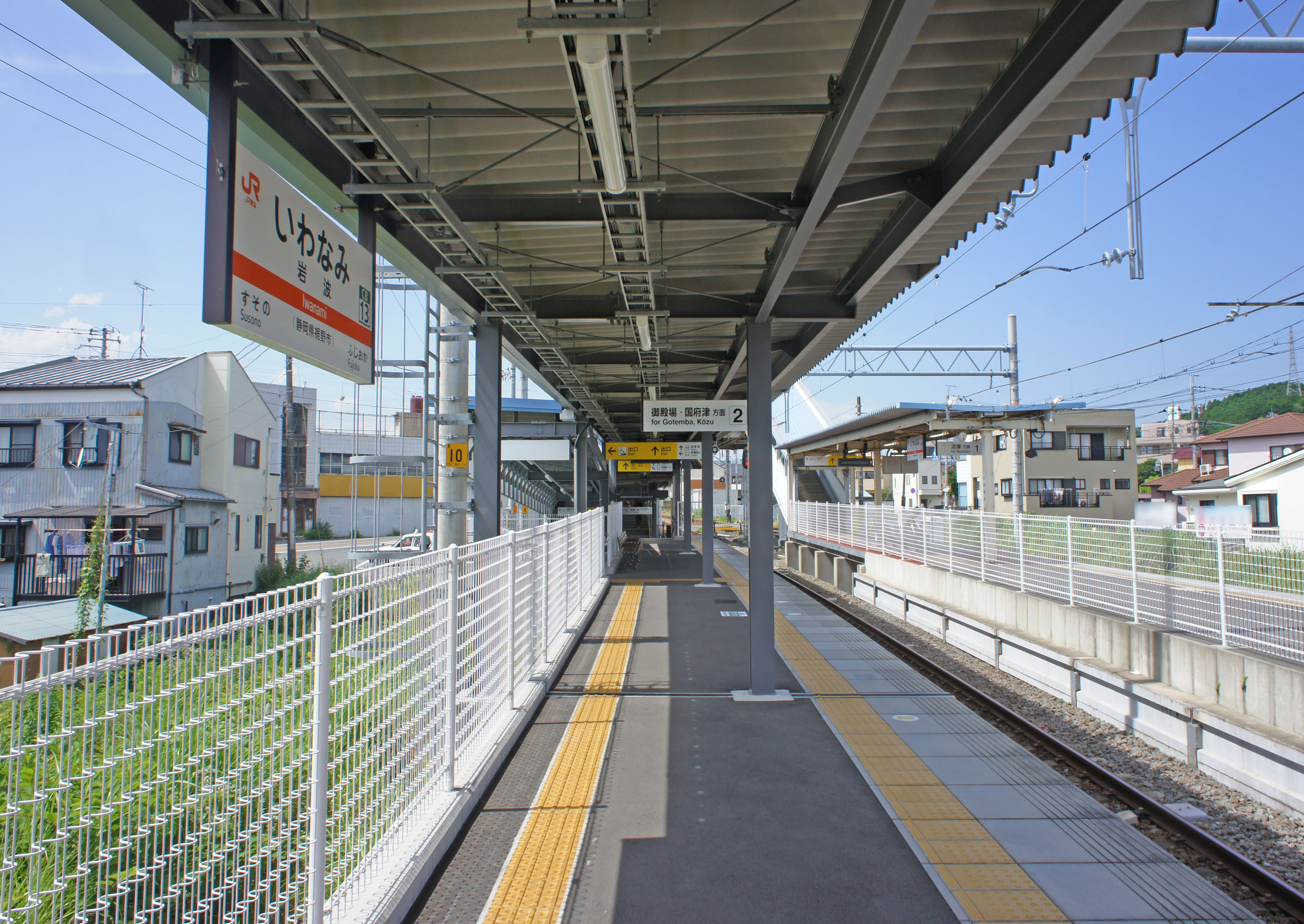
2番線ホーム（2022年6月）
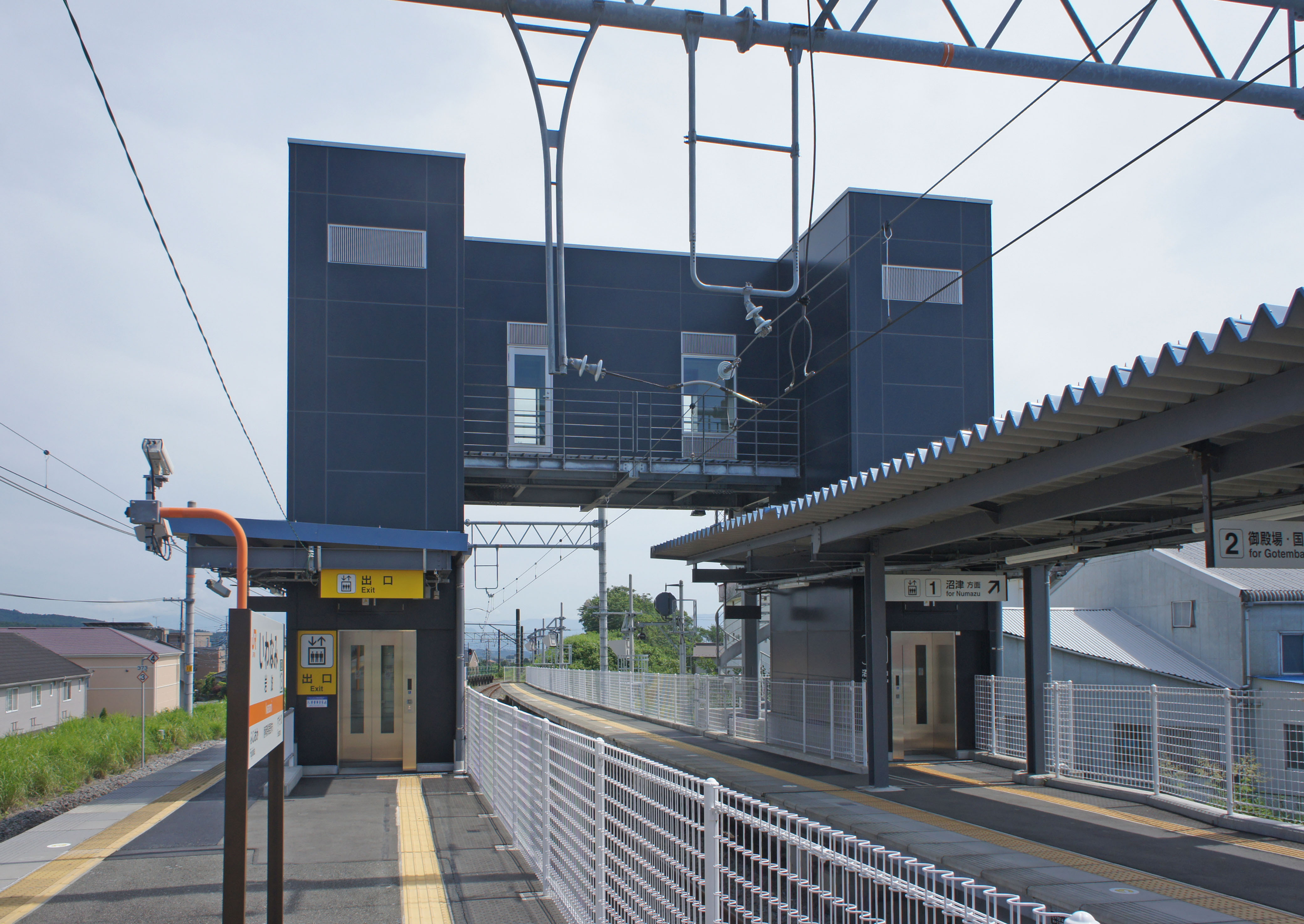
エレベーター外観（2022年6月）

## 貨物取扱
国鉄時代の1969年（昭和44年）から1982年（昭和57年）まで、当駅でも貨物営業を行っていた。
1966年（昭和41年）10月から本格的に開始された鉄道（車運車）による自動車輸送の一つ基地として、1968年（昭和43年）10月に沼津駅に自動車輸送基地が新設された。1969年7月には、当駅に接続するトヨタ自動車の専用線が建設され、沼津駅の基地は廃止された。
トヨタ自動車の専用線は、岩波駅の北1kmほどの場所で御殿場線から分岐し、カーブを描きトヨタ自動車の敷地へ入っていた。途中には、川を渡る橋や東名高速道路の高架下を潜る場所があり、線路の終点はトヨタ自動車東日本（旧関東自動車工業）東富士工場の裏側（駅反対側）辺りにあった。1970年の「専用線一覧表」によれば、専用線の作業キロは0.9km、総延長は2.2kmで、構内作業は国鉄の機関車によって行われていた。このトヨタ自動車専用線は、1982年11月に廃止されている。

## 利用状況
「静岡県統計年鑑」によると、2021年度（令和3年度）の1日平均乗車人員は1,457人である。
1993年度（平成5年度）以降の推移は以下のとおりである。
| 乗車人員推移       | 乗車人員推移     | 乗車人員推移  |
| 年度               | 1日平均 乗車人員 | 出典          |
| ------------------ | ---------------- | ------------- |
| 1993年（平成05年） | 1,679            | [ 静岡県 2 ]  |
| 1994年（平成06年） | 1,641            | [ 静岡県 3 ]  |
| 1995年（平成07年） | 1,595            | [ 静岡県 4 ]  |
| 1996年（平成08年） | 1,621            | [ 静岡県 5 ]  |
| 1997年（平成09年） | 1,517            | [ 静岡県 6 ]  |
| 1998年（平成10年） | 1,484            | [ 静岡県 7 ]  |
| 1999年（平成11年） | 1,401            | [ 静岡県 8 ]  |
| 2000年（平成12年） | 1,404            | [ 静岡県 9 ]  |
| 2001年（平成13年） | 1,448            | [ 静岡県 10 ] |
| 2002年（平成14年） | 1,425            | [ 静岡県 11 ] |
| 2003年（平成15年） | 1,441            | [ 静岡県 12 ] |
| 2004年（平成16年） | 1,429            | [ 静岡県 13 ] |
| 2005年（平成17年） | 1,473            | [ 静岡県 14 ] |
| 2006年（平成18年） | 1,721            | [ 静岡県 15 ] |
| 2007年（平成19年） | 1,939            | [ 静岡県 16 ] |
| 2008年（平成20年） | 2,117            | [ 静岡県 17 ] |
| 2009年（平成21年） | 2,223            | [ 静岡県 18 ] |
| 2010年（平成22年） | 2,156            | [ 静岡県 19 ] |
| 2011年（平成23年） | 2,010            | [ 静岡県 20 ] |
| 2012年（平成24年） | 1,973            | [ 静岡県 21 ] |
| 2013年（平成25年） | 2,032            | [ 静岡県 22 ] |
| 2014年（平成26年） | 1,998            | [ 静岡県 23 ] |
| 2015年（平成27年） | 2,123            | [ 静岡県 24 ] |
| 2016年（平成28年） | 2,163            | [ 静岡県 25 ] |
| 2017年（平成29年） | 2,134            | [ 静岡県 26 ] |
| 2018年（平成30年） | 2,121            | [ 静岡県 27 ] |
| 2019年（令和元年） | 2,095            | [ 静岡県 28 ] |
| 2020年（令和02年） | 1,575            | [ 静岡県 1 ]  |
| 2021年（令和03年） | 1,457            | [ 静岡県 1 ]  |

## 駅周辺
- 東名高速道路裾野IC
- 国道246号
- 静岡県道394号沼津小山線
- 静岡県道337号仙石原新田線
- トヨタ自動車東日本（旧関東自動車工業）東富士工場・東富士総合センター
  - 東富士工場は2020年に閉鎖されトヨタ自動車が2021年より跡地にWoven Cityを建設している[13][14]。
- 矢崎総業本部（Y-CITY）
  - 矢崎部品裾野製作所
- キヤノン富士裾野リサーチパーク
- 黄瀬川
- 深良用水（箱根用水）
- 御殿場高原時之栖
- ホテルルートイン裾野インター

## バス路線
富士急モビリティ、裾野市自主運行バスが発着する。停留所名は岩波富士見橋。
- 富士急モビリティ
  - 御殿場駅
  - 御殿場プレミアム・アウトレット
  - 三島駅
- 裾野市自主運行バス（運行事業者：富士急シティバス） ※平日（水・金、祝日・お盆休み・年末年始を除く）のみ運行
  - 裾野市内循環線青葉台・岩波ルート：裾野駅
  - 東西線（2024年4月1日～同年9月30日の間実証運行）：裾野駅
- そのほか、御殿場高原時之栖への送迎バス（予約不要）が停車する。

## 隣の駅
東海旅客鉄道（JR東海）
CB 御殿場線
富士岡駅 (CB12) - 岩波駅 (CB13) - 裾野駅 (CB14)

### 記事本文